# 二十七宿列表
在印度天文學中，有27個"沿著黃道的二十七宿"或扇區。它們的名單最早出現在"韋丹加喬蒂沙"中，這些文本可以追溯到西元前最後幾個世紀。吠陀傳統從西元2世紀左右開始盛行，且二十七宿的系統對吠陀傳統的影響早於希臘天文學。二十七宿有各種不同的系統可以列舉，雖然一個恆星月有27-28天，但按照習俗只使用27天。以下清單給出了相應的天空區域，印度國定曆中的月份名稱與二十七宿的名稱相關。